# Лилия царственная
Ли́лия царственная, или лилия королевская, или лилия тибетская, или лилия регале, или лилия китайская (лат. Lilium regale) — многолетнее луковичное растение; вид рода Лилия.
Китайское название: 岷江百合 (Mínjiāng bǎihé, миньцзян байхэ, то есть миньцзянская лилия).

## Распространение

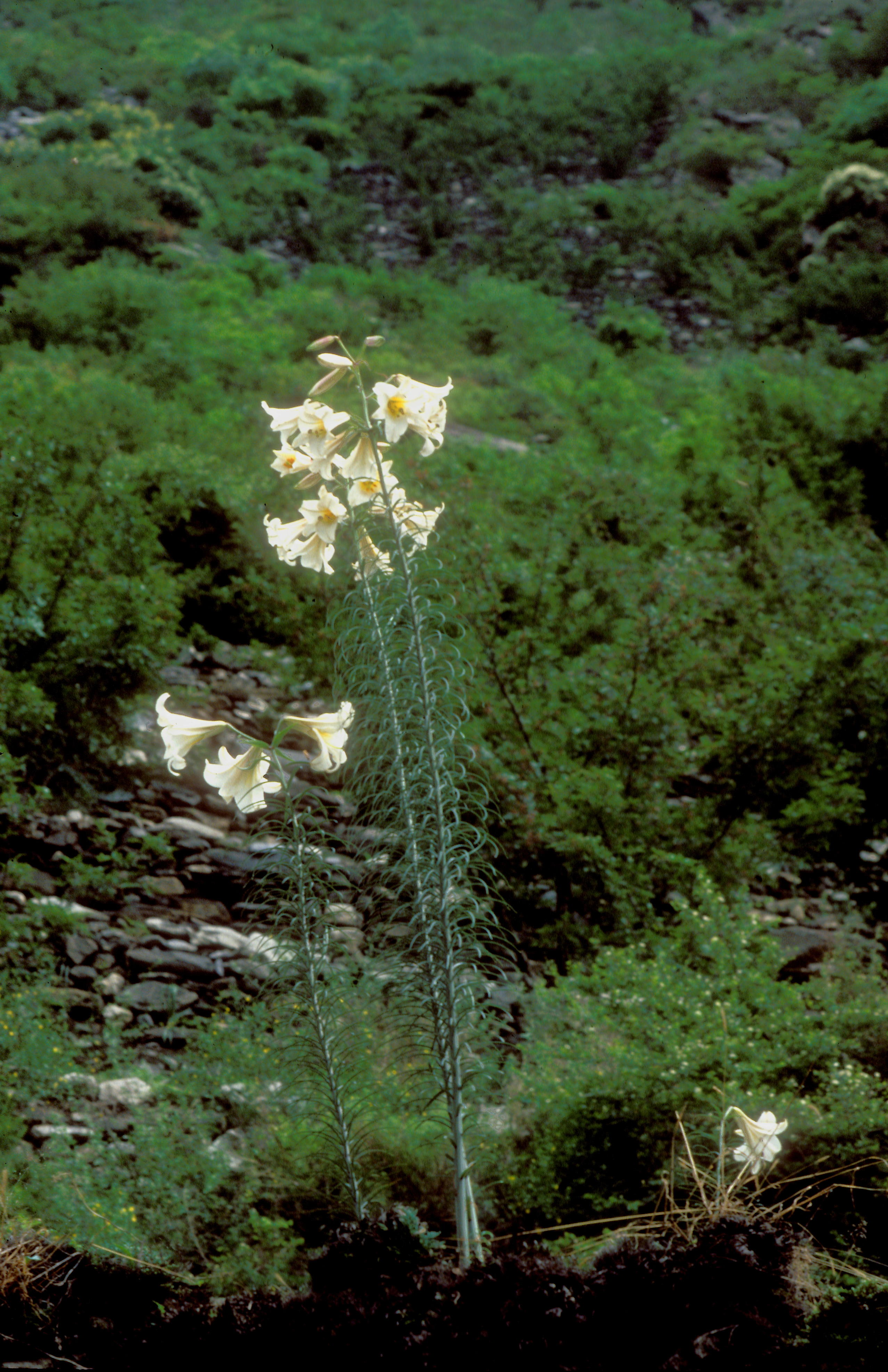
Lilium regale, Китай

Эндемик долины реки Миньцзян в западной части китайской провинции Сычуань. Встречается на высотах 800—2500 метров над уровнем моря. Каменистые склоны, берега водоёмов.

## Биологическое описание
Луковица округло-коническая, бело-розовая, на воздухе быстро темнеет и становится пурпурно-фиолетовой; до 15см в диаметре, с мощными многолетними подлуковичными корнями.
Высота растений от 50 до 250 см.
Стебли относительно тонкие, но очень прочные, густо облиствённые, тёмно-зелёные.
Листья многочисленные, кожистые, темно-зеленые, узкие, расположены в очередном порядке. У основания стебля достигают 15 см длины.
Соцветия кистевидное, плотное, несёт 5—15(30) цветков.
Цветки воронковидные 10—15 см в диаметре, белые с жёлтым центром, наружная сторона лепестков с розово-фиолетовым оттенком. Аромат сильный.
Цветёт со второй половины июля 12—18 дней.

## В культуре
Найдена в 1903 году английским ботаником Эрнестом Вильсоном в провинции Сычуань (Китай), на сухих гранитных склонах гор среди трав и низких кустарников на высоте 1600 метров над уровнем моря. Посланные Э. Вильсоном в Англию и США луковицы царственной лилии зацвели в 1905 году. В культуре с 1910 года, когда Вильсон переправил в Массачусетс около 7 000 луковиц. Распространился этот вид сначала в Америке, а после первой мировой войны через Голландию в Европе. Белые цветки классической трубчатой формы, сильный аромат, обильное плодоношение, стойкость к болезням привлекли к ней внимание цветоводов. Она стала стимулом возрождения интереса к культуре лилий и к расширению работ по их селекции и гибридизации. В настоящее время лилия царственная — одна из самых широко распространенных в культуре лилий, а также один из предков современных сортов, объединённых в группу Трубчатые гибриды (Trumpet Hybrids). Первые гибриды трубчатых лилий с участием лилии царственной были получены уже в 20-х годах XX века (Lilium × imperiale, Lilium × sulphurgale, Lilium × centigale).

### Выращивание
USDA-зоны: 3a—8b.
Расположенная в центре луковицы почка, из которой формируется новый побег, закладывается в мае, за год до цветения. В период с мая до августа в почке формируются молодые луковичные чешуи. Вслед за ними закладывается цветоносный побег. С августа до ноября на нём появляются зачатки будущих стеблевых листьев. Они начнут вегетировать с весны следующего года. В донце луковицы с осени формируются новые корни.
На следующий год, весной, начинается активный рост цветоносного побега. Одновременно проходит активный рост корневой системы — корней луковицы и корней в основании цветоносного побега. Формирование цветков проходит не в луковице, а вне её, на верхушке вегетирующего цветоносного побега. В июне появляются бутоны, а во второй половине июля трубчатые лилии цветут. После цветения старые наружные чешуи постепенно истощаются и отмирают. Этот процесс возобновления проходит у растения ежегодно в течение всей его жизни.
Влияние неблагоприятных факторов в весенне-летний период (заморозки, резкие колебания температуры, избыточная влажность или её отсутствие) может привести к нарушениям в цикле развития растений и особенно отразиться на формировании цветков.
Для выращивания выбирают солнечные и защищенные от ветра участки. Обязательное условие — хороший дренаж и водопроницаемая, рыхлая и питательная почва. Предпочитает суглинистые почвы, не боится присутствия извести, но мельчает и быстро гибнет на кислых торфянистых почвах, если в них предварительно, за год или два, не внести известь и суглинок. Под корни можно вносить перепревший навоз.
Луковицу сажают на глубину 15—25 см, на расстоянии 25 см в рядах и до 40 см в междурядьях. На севере и в средней полосе России, а также в местностях, где морозы бывают ниже −15 °С, луковицы необходимо на зиму укрывать. Существенным недостатком царственной лилии и её гибридов является неустойчивость к поздним весенним заморозкам, от которых гибнут верхушки молодых побегов с бутонами и листьями. Прорастание луковиц можно замедлить искусственным притенением почвы и засыпкой посадок снегом и опилками.
Семена высевают в ящики в феврале — марте и содержат при 18—20 °С, регулярно поливая до появления всходов. Семена всходят через 15—20 дней. После появления всходов температуру снижают до 8—12 °С. Весной сеянцы высаживают в открытый грунт. Также семена можно высевать весной непосредственно в открытый грунт, сохраняя их до посева при 6—8 °С. Первое цветение трубчатых лилий обычно происходит на второй — третий год после посева семян. Также размножаются самостоятельным делением луковиц, детками у основания стебля и с большим успехом чешуйками в парниках и теплицах и даже в открытом грунте.